# Лъджански манастир
Вижте пояснителната страница за други значения на свети свети Константин и Елена.
Лъджанският или Ивайловградският манастир „Св. св. Константин и Елена“ е български манастир в Ивайловградска духовна околия на Пловдивската епархия на Българската православна църква.

## Местоположение
Манастирът се намира на около 2 километра в посока юг-югозапад от квартал Лъджа на Ивайловград.

## История
Основан е през 13 век, впоследствие е разрушен и възобновен в 1846 г. През втората половина на 19 век се оформя като ансамбъл от два двора – монашеско-поклонически и стопански. В първия от тях имало корпус с монашески килии, хранителен блок с магерница, фурна и трапезария и голяма двуетажна гостоприемница. Във втория двор са били изградени обори и сеновали. Около средата на 20 век всички постройки с изключение на храма рухват. Понастоящем манастира след някои строителни дейности осъществени впоследствие представлява комплекс от трикорабна черква, съвременна жилищна сграда, както и старинна чешма от 1846 година. Обграден е през 1970-те години с голяма каменна стена и архитектурата му днес коренно се отличава от тази на другите родопски манастири. Манастирът е обявен за паметник на културата.
Близо до Лъджанския манастир се намира Атеренският мост. Той е строен през Средновековието, но точната дата не е установена. Мостът се е ползвал от жителите на махала Рогозово, намираща се точно под Лютица. Сега тя е обезлюдена и почти всички къщи са рухнали.